# Ascan Lutteroth
Ascan Lutteroth   (Hamburg, 5 d'octubre de 1842 - Hamburg, 2 de febrer de 1923) va ser un paisatgista alemany; associat a la Düsseldorfer Malerschule.

## Biografia
El seu avi, Ascan Wilhelm Lutteroth , va ser un comerciant i va servir al Parlament d'Hamburg com a senador. El seu pare, Christian Alexander Ascan Lutteroth (1812-1867), va ser un important banquer. Des de 1861, va estudiar amb Alexandre Calame a Ginebra i després, de 1864 a 1867, amb Oswald Achenbach a la Kunstakademie Düsseldorf.
Va viure a Itàlia de 1868 a 1870, sobretot a Capri, després es va traslladar a Berlín. El 1872 es va casar amb Elisabeth Warnecke (1851-1932), filla de Johann Conrad Warnecke , comerciant i polític com el seu avi. Va tornar a Hamburg el 1877, on se li va concedir un encàrrec per pintar tres quadres grans per a l'Ajuntament.

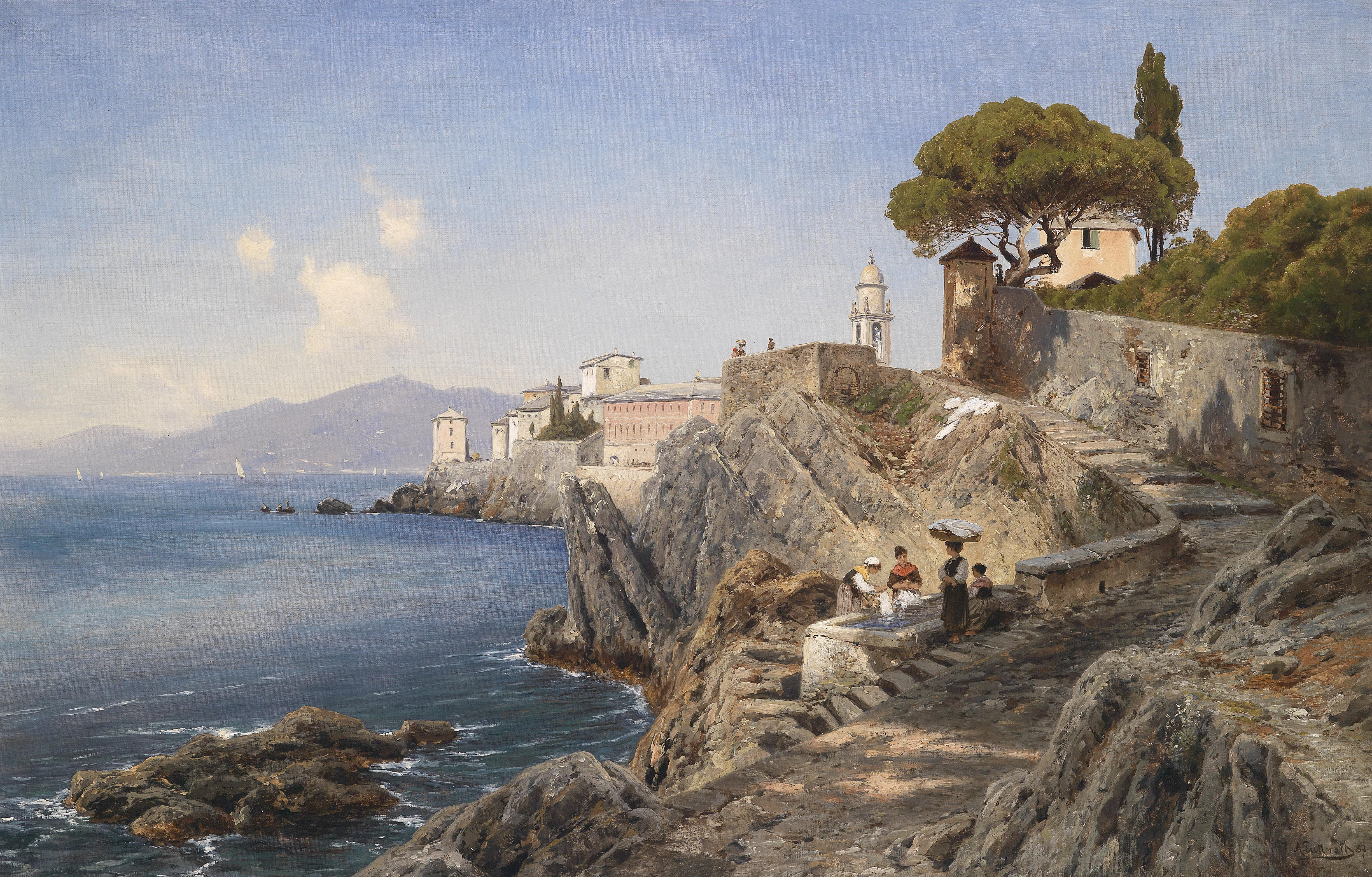
A la costa de Sturla

El 1879 va fer una llarga visita a San Remo. Mentre allà, va servir com a tutor de la princesa heredera Victòria, que era una pintora aficionada. La majoria dels seus paisatges anteriors més coneguts són d'Itàlia.
El 1890, el Kaiser Guillem II el va nomenar professor. Després d'això, va limitar la seva pintura a la zona d'Hamburg. Fins al 1909 va ser president de l'Hamburger Künstlerverein.
Va estar representat en nombroses exposicions internacionals. Les seves obres van ser adquirides per la National Gallery (Berlín) i el Rudolfinum de Praga, però actualment no s'exhibeixen; col·locat en magatzem a favor d'obres més modernes. Encara es poden veure a la Kunsthalle Hamburg i al Museumsberg Flensburg, entre altres locals més petits. El 2019, les seves obres van formar part d'una exposició a la Kunsthalle: Hamburger Schule – Das 19. Jahrhundert neu entdeckt (El segle XIX redescobert).
Està enterrat a la tomba de la seva família a l'Ohlsdorfer Friedhof.